# HAL 9000

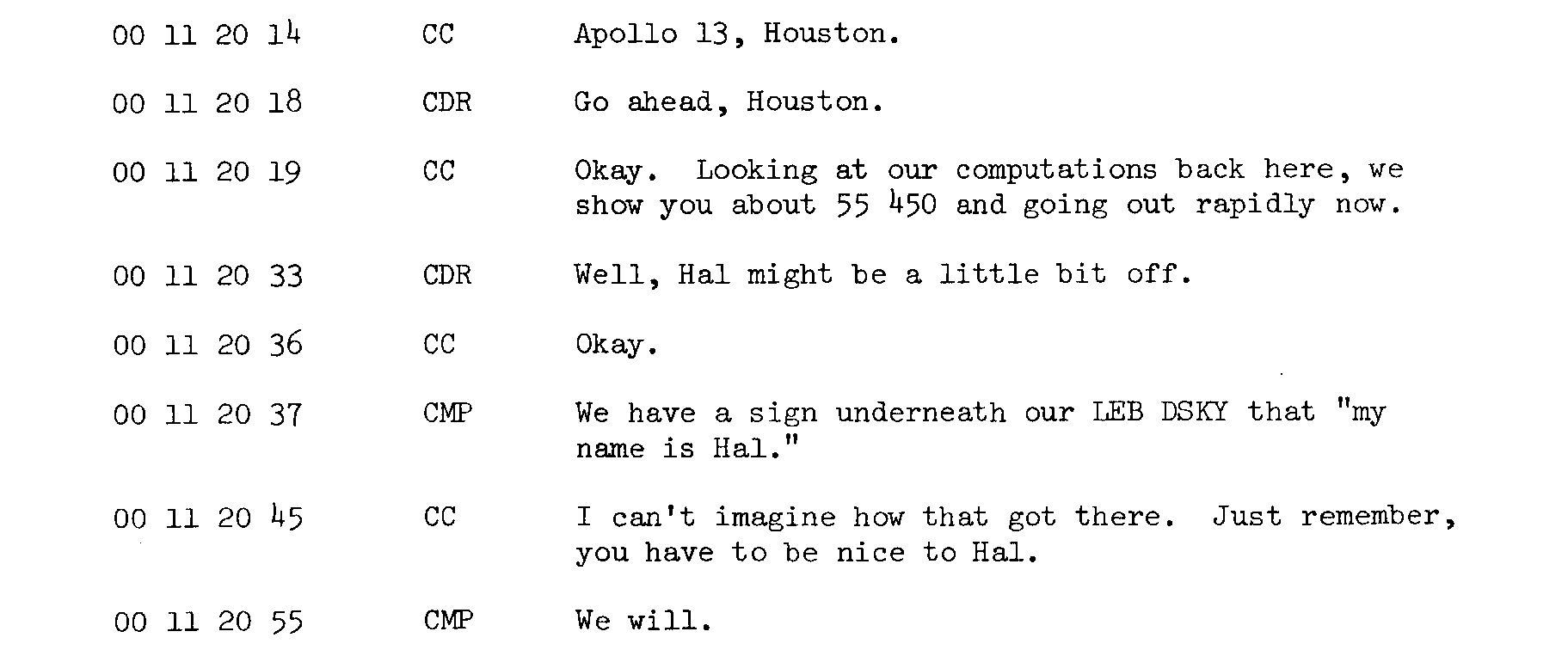
할에 대해 농담을 하는 아폴로 13호 승무원들과 휴스턴 관제소.

HAL 9000은 영화 《2001 스페이스 오디세이》에 나오는 가상의 인공지능 컴퓨터다. 주로 HAL으로 줄여 쓰고, 남자 이름 해럴드를 줄여 부를 때와 같이 '할'이라고 읽는다. HAL은 사람과 자연어로 이야기할 수 있으며, 사람의 얼굴을 알아볼 수 있고, 입술을 읽고, 그림 비평과, 감정을 읽거나 추론할 수 있다. 그리고 인간과 같이 게임을 할 수 있게 프로그래밍되었다.
HAL의 이름을 한 글자씩 알파벳 다음 순서로 쓰면 IBM이 되기 때문에 이것과 연관이 있다고 믿는 사람들이 있는데, 사실은 '발견법적으로 프로그램된 연산 컴퓨터(Heuristically Programmed ALgorithmic computer)'의 약자이다.

## 작품속 등장

할을 상징하는 붉은 렌즈.

### 2001 스페이스 오디세이
HAL은 디스커버리호의 주컴퓨터로서, HAL이 멀쩡한 장치를 고장이 났다고 함에 따라, 데이비드 보먼과, 프랭크 풀은 HAL을 정지시키기로 하였다. HAL은 그 둘의 입술을 읽고, 프랭크 풀을 밖으로 던져 버렸다. 데이비드 보먼은 HAL을 정지시키기 위해서 HAL의 중앙 데이터뱅크에 들어가서 생각하는 부문의 패널을 빼버렸고, HAL은 자신의 제작자 찬드라 박사가 가르쳐 준 노래인 "Daisy Bell"을 부르면서 정지되게 된다.

### 2010 스페이스 오디세이
HAL은 자신을 만든 찬드라 박사에 의해서 재부팅된다. HAL은 자기 자신을 좀먹고 있던, 디스커버리호의 목적을 지키기 위해서 사람들을 죽였다는 것을 찬드라 박사는 알게 되었다. 후에 목성에서 모노리스가 쏟아져나오고 디스커버리 호를 두고 그곳에서 탈출한 이후 찬드라 박사는 HAL10000을 만들겠다는 입장을 밝혔었으나 결국 완성하지 못하고 죽은 것으로 알려져 있다.

### 2061, 3001 스페이스 오디세이
2061년 헤이우드 플로이드 박사는 우연히 HAL을 만나게 되는데, HAL은 유로파에 있는 모노리스에 데이비드 보먼과 같이 저장되어 있었다.
3001 스페이스 오디세이에서는 목성이 태양으로 변하지 않도록 하기 위해서, 프랭크 풀이 모노리스에 컴퓨터 바이러스를 감염시키는 것을 할만(HAL과 보먼이 결합)이 도와주게 된다.

## SAL9000
SAL 9000은 지구에 있는 HAL9000의 쌍둥이 컴퓨터 중 하나이다. 사람들 사이의 대화 등 여러 가지 근거로 미루어보아 쌍둥이 컴퓨터는 SAL이외에도 많을 것으로 추정되지만, 정확히 실체가 드러난 것은 SAL 9000뿐이다. HAL 9000과는 달리 이름에 별다른 뜻이 없으며, '살'로 읽힌다. HAL과는 정 반대로 렌즈의 빛이 푸른색이며, 이름표는 붉은 색이다. 목소리는 인도인인 찬드라 박사의 영향을 받아 미국에서 교육받은 인도 여성같은 느낌을 준다.
SAL 9000은 일리노이 대학의 컴퓨터학 교수인 찬드라 박사의 사무실에 놓여 있다. 우주선의 컨트롤이 주 임무인 HAL과는 달리 개인적 용도로 쓰이는 듯 하다. 찬드라 박사가 HAL을 되살리기 위해 SAL에게 "Phoenix"라는 프로젝트 명을 입력하자 단어의 뜻을 백과사전에서 찾아내었다는 점으로 보아 넷의 백과사전에 액세스 할 수 있는 것으로 보인다. 찬드라 박사는 HAL에게 발생했을 것으로 추정되는 컴퓨터의 '숙면'으로 인한 영향을 조사하기 위해 우주로 떠나기 전 SAL을 숙면상태에 빠뜨렸다.
SAL 9000은 2010:두 번째 오디세이(2010:Odyssey Two)의 영화/책에서만 언급된다.

## 같이 보기
- 아서 C. 클라크